# Andrzej Krocin
Andrzej Krocin (ur. 1932, zm. 4 lutego 2017) – polski stomatolog, doktor nauk medycznych, specjalista II stopnia protetyki stomatologicznej, wykładowca akademicki oraz publicysta. Prekursor projektowania protez szkieletowych oraz ceramiki próżniowej w Polsce.

## Życiorys
W latach 1948–1952 kształcił się w Technikum Dentystycznym przy Akademii Medycznej w Warszawie (obecnie Warszawski Uniwersytet Medyczny), gdzie uzyskał tytuł technika dentystycznego z najwyższą oceną. Następnie studiował na Akademii Medycznej w Warszawie, zaś po ukończeniu studiów podjął w 1957 pracę na AM oraz równolegle w Technikum Dentystycznym. Był między innymi adiunktem Zakładu Protetyki i Zakładu Propedeutyki Stomatologicznej Instytutu Stomatologii AM. Wykładał również w Zakładzie Protetyki Stomatologicznej Katedry Stomatologii Instytutu Kształcenia Podyplomowego Wojskowej Akademii Medycznej. Był wieloletnim członkiem senatu AM, a także autorem programu nauczania modelarstwa na tejże uczelni. 
Tytuł doktora nauk medycznych uzyskał na podstawie rozprawy pt. Próba własnej interpretacji kształtów stałych zębów ludzkich dla celów dydaktycznych w protetyce stomatologicznej. Był jednym z inicjatorów specjalistycznego pisma „Protetyka Stomatologiczna”, autorem ponad 60 publikacji naukowych oraz podręczników, w tym wielokrotnie wznawianego podręcznika Modelarstwo i rysunek w protetyce stomatologicznej (pierwsze wydanie 1968). Andrzej Krocin był także autorem pomocy naukowych, prekursorem projektowania protez szkieletowych oraz ceramiki próżniowej w Polsce. Do szkolenia wprowadził między innymi modele zębów stałych polskiej populacji w skali 3:1.
W 2016 dr Andrzej Krocin został patronem Medycznej Szkoły Policealnej nr 3 w Warszawie. 

## Wybrane odznaczenia
- Złot Krzyż Zasługi (1990)[1]